# Imigração portuguesa na Eslováquia
Os Portugueses na Eslováquia ( em eslovaco:  Portugalci na Slovensku) são cidadãos e residentes da Eslováquia de ascendência portuguesa .
Os portugueses na Eslováquia são os cidadãos ou residentes da Eslováquia com origens étnicas portuguesas. Os eslovacos portugueses são cidadãos nascidos em Portugal com cidadania eslovaca ou cidadãos nascidos na Eslováquia de ascendência ou cidadania portuguesa.
Segundo estimativas oficiais portuguesas, havia 255 portugueses a residir na Eslovénia em 2022. Apenas 1 cidadão português adquiriu a cidadania eslovaca desde 2008. Os portugueses constituem aproximadamente 0,005% da população do país.

## História

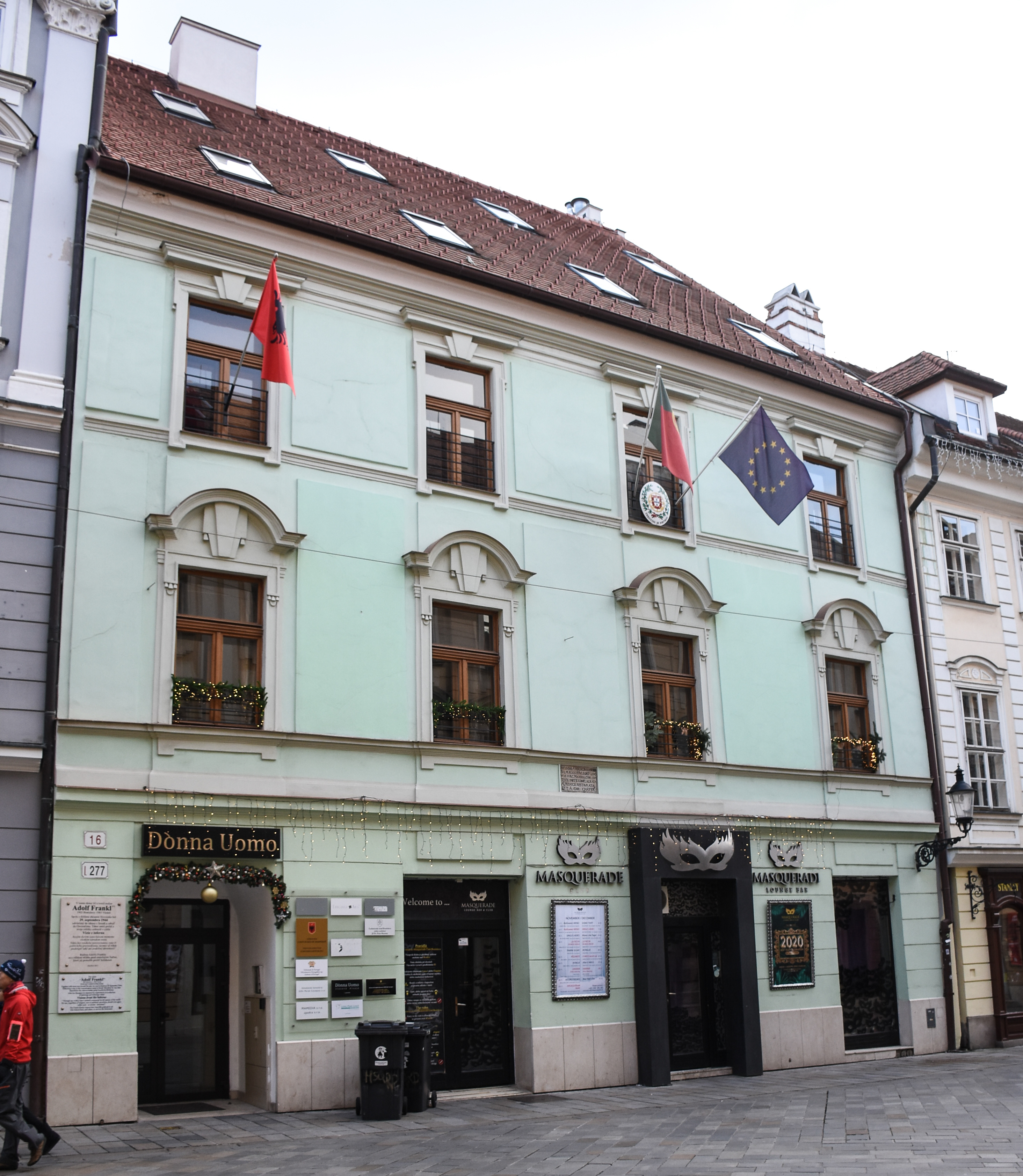
Embaixada de Portugal em Bratislava

A história da comunidade portuguesa na Eslováquia é muito recente. Os dois países são membros da União Europeia e da da NATO. Desde 2009, utilizam o Euro.

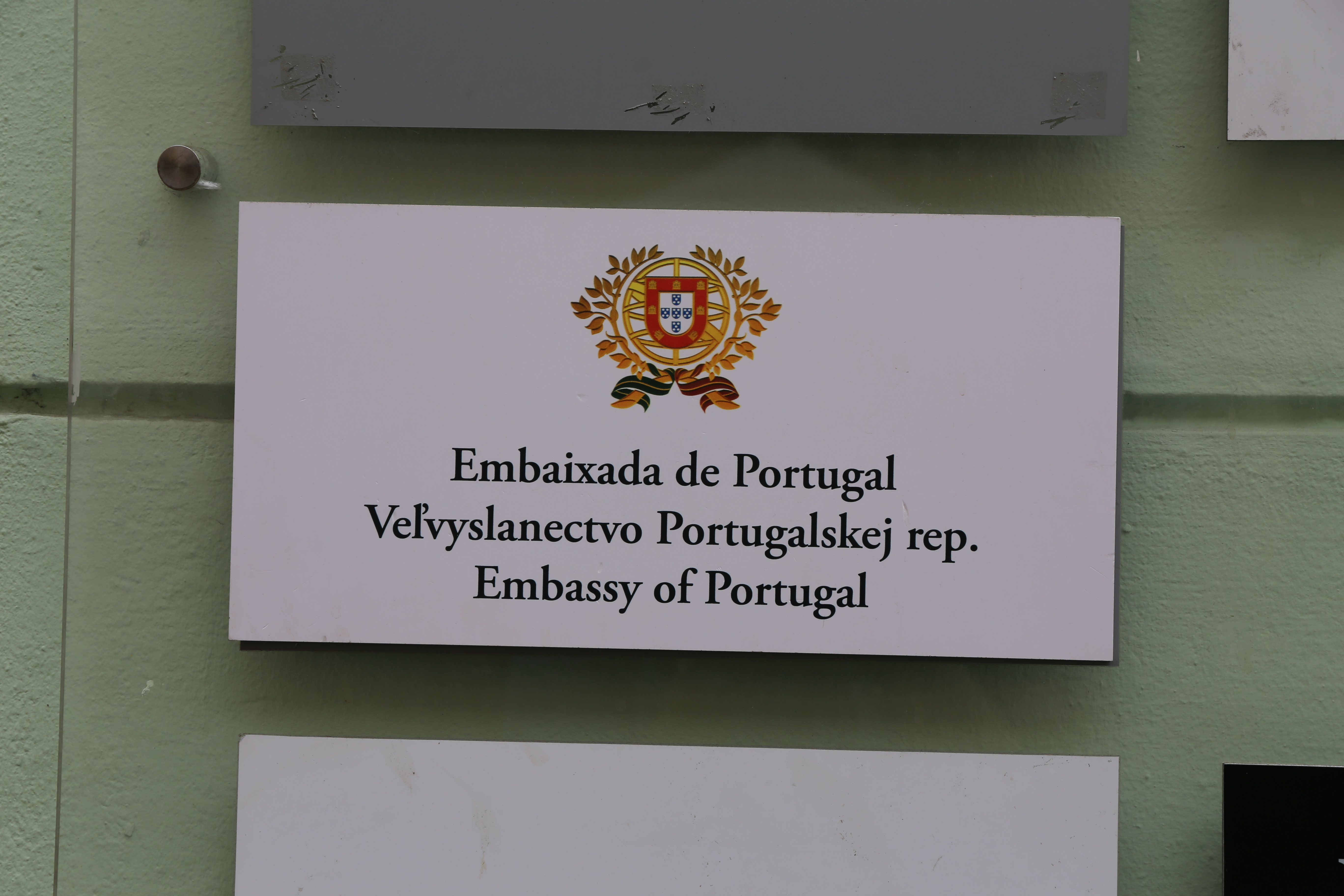
Embaixada de Portugal em Bratislava

A Eslováquia também é bastante popular entre os estudantes Erasmus+ : só em 2021, cerca de 390 cidadãos portugueses escolheram estudar ou realizar investigação na Eslováquia ao abrigo do acordo Erasmus+ (Ensino superior, Educação de adultos, mobilidade de jovens, mobilidade de pessoal).
A comunidade portuguesa no país diminuiu após a eclosão da pandemia COVID-19 (em 2018 havia mais de 500 portugueses a viver no país) provavelmente porque muitos portugueses trabalham em empresas multinacionais que mudaram/introduziram o trabalho remoto.
Desde 2022 alguns portugueses têm estado activos no país por causa da crise dos refugiados ucranianos.

## Futebolistas
Nos últimos anos, alguns futebolistas internacionais portugueses mudaram-se para a Eslováquia para jogar em clubes eslovacos . Por exemplo, em 2023, os jogadores de futebol Alex Pinto (DAC 1904 Dunajská Streda), Pedro Caeiro (FK Dubnica) e Rodrigo Macedo (FK Dubnica) jogavam no país.

## Remessas
Os dois países desfrutam de relações amistosas e de confiança mútua, testemunhando também um aumento do comércio.    A comunidade portuguesa na Eslováquia mantém fortes laços com a sua terra natal e, entre 2000 e 2021, enviou cerca de 3,59 milhões de euros ( € ) para Portugal em remessas . No mesmo período, os eslovacos em Portugal (cerca de 500 indivíduos)  enviaram aproximadamente 7,74 milhões de euros ( € ) para a Eslováquia.

## Língua portuguesa
Apesar da língua portuguesa não ser amplamente falada na Eslováquia, existe interesse pela cultura, literatura e produtos portugueses . Há interesse pelo cinema, pela arte, pela poesia e pelas iguarias culinárias portuguesas . O país também acolhe Institutos Culturais Portugueses e as suas Universidades oferecem cursos de língua portuguesa. Segundo dados de 2012, existem cerca de 5.500 falantes de português no país, sendo a esmagadora maioria eslovacos que aprenderam a língua por razões culturais ou comerciais.
Hoje em dia, os portugueses fazem parte de uma comunidade mais ampla de língua portuguesa na Eslováquia, composta por cerca de 60 pessoas dos PALOP (sendo a maioria de Angola ), Timor-Leste ou Macau e cerca de 400 brasileiros. As pessoas dos países da CPLP somam assim cerca de 720 pessoas, representando 0,01% da população da Eslováquia.